# Stadion ŠRC Sesvete
Stadion ŠRC Sesvete – stadion piłkarski w Zagrzebiu (w dzielnicy Sesvete), w Chorwacji. Obiekt może pomieścić 3500 widzów. Swoje spotkania w przeszłości rozgrywali na nim piłkarze klubu NK Croatia Sesvete (zespół ten został rozwiązany w 2012 roku z powodów finansowych).